# Бехарано, Сесар
Сесар Амилькар Бехарано Филиппи (исп. César Amilcar Bejarano Filippi; род. 28 июня 1941) — парагвайский фехтовальщик-саблист. Участник летних Олимпийских игр 1976 года.

## Биография
Сесар Бехарано родился 28 июня 1941 года.
В 1976 году вошёл в состав сборной Парагвая на летних Олимпийских игр в Монреале. В личном турнире саблистов на первом предварительном этапе занял последнее, 6-е место в группе, победив Тавивата Хоррапуна из Таиланда — 5:4 и проиграв Дану Иримичуку из Румынии — 2:5, Филиппу Бена из Франции — 2:5, Тихо Вайсбергеру из ФРГ — 0:5 и Траяну Димитрову из Болгарии — 4:5.
В 2005—2010 годах входил в правление Парагвайского пенсионного фонда CAJUBI. В 2019 году приговорён к 12 годам лишения свободы за хищение финансовых средств вместе с несколькими другими руководителями фонда. Их коррупционное преступление нанесло фонду ущерб на сумму свыше 313,5 миллиарда гуарани.